# Kamikawa subprefektur
Kamikawa (japanska: 上川総合振興局?, Kamikawa-sōgō-shinkō-kyoku) är ett förvaltningsområde (subprefektur) i Hokkaido prefektur i Japan. Området ligger i centrala delen av Hokkaido runt staden Asahikawa. Det omfattar fyra städer och 19 landskommuner. Landskommunerna är grupperade i sex distrikt, men dessa har ingen administrativ funktion utan fungerar i huvudsak som postadressområden. 
Det finns två distrikt med samma namn, Kamikawa, i subprefekturen, dels Kamikawa (Ishikari), dels Kamikawa (Teshio). Det finns även Kamikawa distrikt och Nagagawa distrikt i Tokachi subprefektur.

## Administrativ indelning
| Namn          | Namn       | Areal (km²) | Folkmängd (2022) | Distrikt            | Typ                  |
| Romaji        | Kanji      | Areal (km²) | Folkmängd (2022) | Distrikt            | Typ                  |
| ------------- | ---------- | ----------- | ---------------- | ------------------- | -------------------- |
| Aibetsu       | 愛別町     | 250,13      | 2 507            | Kamikawa (Ishikari) | Landskommun (köping) |
| Asahikawa     | 旭川市     | 747,66      | 322 394          | inget distrikt      | Stad                 |
| Biei          | 美瑛町     | 676,78      | 9 463            | Kamikawa (Ishikari) | Landskommun (köping) |
| Bifuka        | 美深町     | 672,09      | 3 906            | Nakagawa (Teshio)   | Landskommun (köping) |
| Furano        | 富良野市   | 600,71      | 20 258           | inget distrikt      | Stad                 |
| Higashikagura | 東神楽町   | 68,50       | 9 926            | Kamikawa (Ishikari) | Landskommun (köping) |
| Higashikawa   | 東川町     | 247,30      | 8 552            | Kamikawa (Ishikari) | Landskommun (köping) |
| Horokanai     | 幌加内町   | 767,04      | 1 284            | Uryū                | Landskommun (köping) |
| Kamifurano    | 上富良野町 | 237,10      | 9 978            | Sorachi             | Landskommun (köping) |
| Kamikawa      | 上川町     | 1 049,47    | 3 316            | Kamikawa (Ishikari) | Landskommun (köping) |
| Kenbuchi      | 剣淵町     | 130,99      | 2 795            | Kamikawa (Teshio)   | Landskommun (köping) |
| Minamifurano  | 南富良野町 | 665,54      | 2 324            | Sorachi             | Landskommun (köping) |
| Nakafurano    | 中富良野町 | 108,65      | 4 580            | Sorachi             | Landskommun (köping) |
| Nakagawa      | 中川町     | 594,74      | 1 412            | Nakagawa (Teshio)   | Landskommun (köping) |
| Nayoro        | 名寄市     | 535,20      | 26 349           | inget distrikt      | Stad                 |
| Otoineppu     | 音威子府村 | 275,63      | 669              | Nakagawa (Teshio)   | Landskommun (by)     |
| Pippu         | 比布町     | 86,90       | 3 412            | Kamikawa (Ishikari) | Landskommun (köping) |
| Shibetsu      | 士別市     | 1 119,22    | 17 043           | inget distrikt      | Stad                 |
| Shimokawa     | 下川町     | 644,20      | 2 965            | Kamikawa (Teshio)   | Landskommun (köping) |
| Shimukappu    | 占冠村     | 571,41      | 1 343            | Yūfutsu             | Landskommun (by)     |
| Takasu        | 鷹栖町     | 139,42      | 6 455            | Kamikawa (Ishikari) | Landskommun (köping) |
| Tōma          | 当麻町     | 204,90      | 6 148            | Kamikawa (Ishikari) | Landskommun (köping) |
| Wassamu       | 和寒町     | 225,11      | 2 966            | Kamikawa (Teshio)   | Landskommun (köping) |

1. 1 2 3 4  Sorachi distrikt och Uryū distrikt omfattar även kommuner i Sorachi subprefektur.
2. ↑  Yūfutsu distrikt omfattar även kommuner i Iburi subprefektur.